# Osmia lhotelleriei
Osmia lhotelleriei là một loài Hymenoptera trong họ Megachilidae. Loài này được Pérez mô tả khoa học năm 1887.

## Hình ảnh

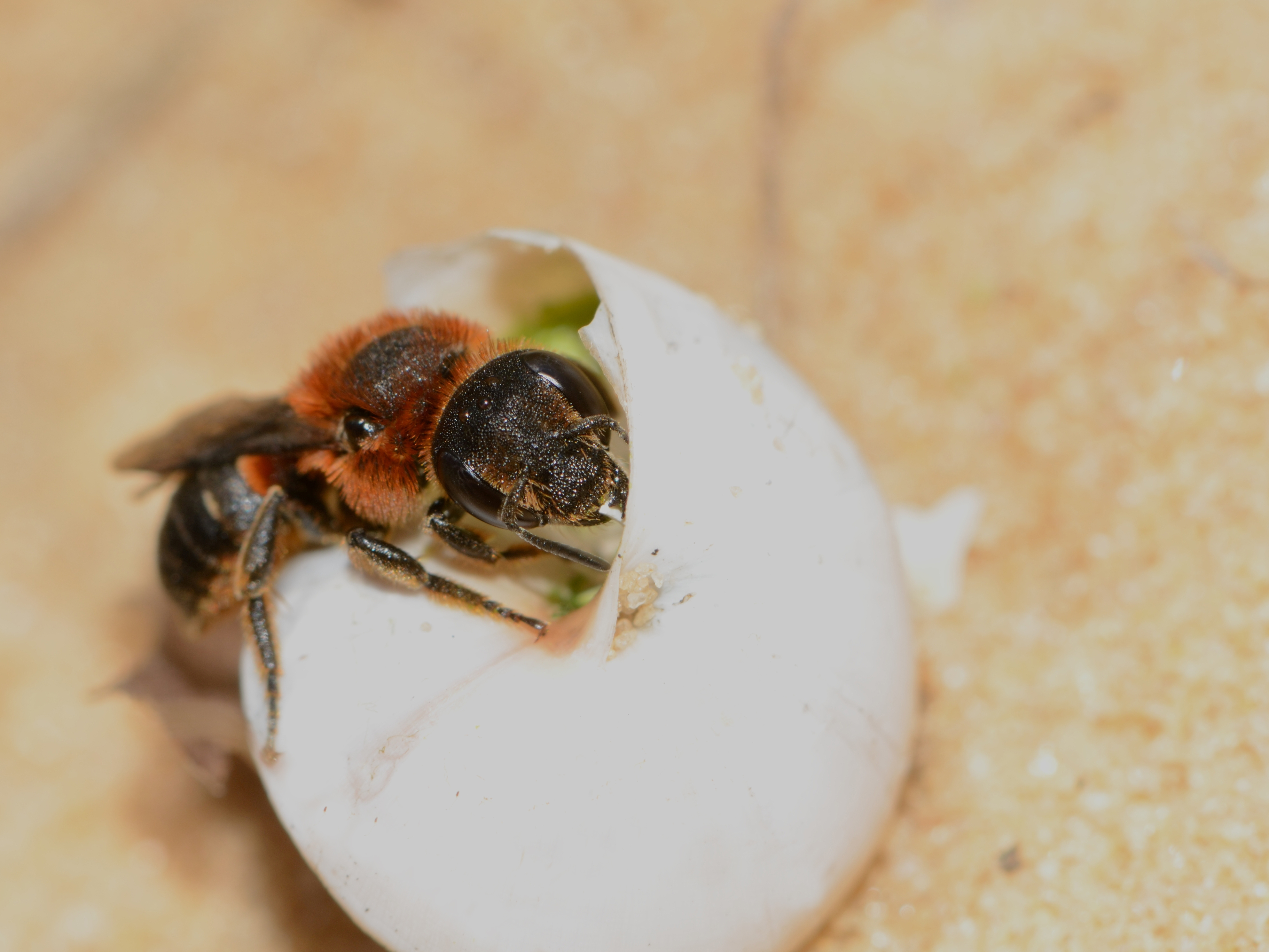